# Тёрни, Лаури
Лаури Аллан Тёрни (фин. Lauri Allan Törni), по американским документам Ларри Алан Торн (англ. Larry Alan Thorne; 28 мая 1919 — 18 октября 1965) — финский военный, известный по службе в армиях трёх стран — Финляндии, Германии и США. Участвовал в Зимней войне и последующей «войне-продолжении» против СССР в составе финской армии в звании капитана; некоторое время служил в Ваффен-СС и сражался в составе финских эсэсовцев против СССР на Восточном фронте Второй мировой войны; в составе Армии США служил в рядах «Зелёных беретов» и участвовал во Вьетнамской войне.
Тёрни погиб в результате крушения вертолёта во время одной из миссий Вьетнамской войны. Он был произведён посмертно в звание майора, однако его останки обнаружили только в 1999 году, идентифицировали их в 2002 году и торжественно перезахоронили в 2003 году на Арлингтонском национальном кладбище. Тёрни является единственным членом Ваффен-СС, который похоронен на этом кладбище.

## Биография

### Ранние годы
Лаури Аллан Тёрни родился 28 мая 1919 года в городе Виипури в Финляндии. Родители — Яльмари Тёрни (фин. Jalmari Törni), капитан корабля, и Роза Косонен (фин. Rosa Kosonen). Яльмари Тёрни служил в шюцкоре: хотя во время гражданской войны в Финляндии не вставал ни на одну из сторон, однажды он был арестован коммунистами. Семья проживала в рабочем квартале Виипури в большом трёхэтажном доме с 16 комнатами, который выделялся на фоне простеньких одноэтажных домов: часть большого дома сдавалась семьёй Тёрни в аренду. У Ларри были две сестры — Сальме Кюлликки (фин. Salme Kyllikki, р. 1920) и Кайя Ирис (фин. Kaija Iris, р. 1922).
Лаури с детства занимался плаванием и катанием на лыжах, хотя часто ломал лыжи и отшучивался, утверждая, что хороший лыжник должен ломать лыжи два раза в год. Также он интересовался военным делом, наблюдая за солдатами гарнизона Виипури: с полигона, где проходили учебные стрельбы, он даже доставал использованные гильзы. Известно, что однажды он раздобыл неразорвавшийся снаряд и сделал самодельную простенькую бомбу, которую положил на железную дорогу. В момент, когда рядом проходил поезд, бомба взорвалась, и Лаури вместе с друзьями тут же сбежал с места происшествия: как потом выяснилось, бомба не причинила никакого вреда поезду, хотя машинист вынужден был остановиться и осмотреть место происшествия. Одним из друзей детства Тёрни был финский боксёр, будущий чемпион Олимпийских игр 1936 года Стен Сувио, который научил Тёрни боксировать. В то же время на личность Лаури оказал определённое влияние отец, который ненавидел коммунистов: с детства Лаури дрался с мальчишками, чьи семьи испытывали симпатию к коммунистам.
Лаури окончил реальный лицей в родном городе, хотя, несмотря на свои лидерские качества, учился очень плохо и однажды отказался сдавать экзамен по пению, за что был оставлен на второй год. Будучи подростком, он записался в молодёжную организацию при шюцкоре, где показал отличные результаты в лыжных гонках, лёгкой атлетике и стрельбе. В 1936—1937 годах он некоторое время посещал торговое училище, чтобы получить какую-либо постоянную профессию, однако его оценки там были весьма средними. Единственные отличные оценки были у него только по поведению и усердию. Через год он в итоге был отчислен.
3 сентября 1938 года Тёрни начал службу в финской армии, записавшись туда добровольцем и не дожидаясь официального призыва. Он проходил службу в 4-м егерском батальоне, который был расквартирован в Кивиниеми. Начало Зимней войны он встретил в Рауту.

### Зимняя война
Лаури Тёрни участвовал в Зимней войне 1939—1940 годов, в том числе в боях на Ладожском озере и к востоку от Леметти.
В 1941 году Тёрни проходил подготовку в подразделении войск СС в Германии, однако не закончил её в связи со вступлением Финляндии в новую войну против СССР.

### Вторая мировая война
В ходе войны 1941—1944 годов Тёрни прославился в первую очередь тем, что возглавлял отдельную роту егерей, неофициально носившую его имя. Рота привлекалась к диверсионным рейдам за линией фронта на оккупированной советскими войсками территории. Эффективность её действий была такой, что, как сообщается, за голову Тёрни была назначена награда в 3 млн финских марок. Это утверждение подвергается критике, поскольку в СССР не было подобной традиции — назначать вознаграждение за людей из лагеря противника. За свои успехи Лаури Тёрни получил высшую финскую военную награду — Крест Маннергейма.
В сентябре 1944 года Финляндия вышла из войны. Тёрни отправился в Германию, чтобы продолжить борьбу против СССР. Находясь на немецкой службе, он был награждён Железным крестом II класса.
Тёрни имел звание гауптштурмфюрера СС.
В конце войны он сдался британским войскам, затем совершил побег из лагеря военнопленных и вернулся в Финляндию.

### Бегство в США
На родине Тёрни был арестован по обвинению в государственной измене и приговорён к 6 годам тюремного заключения. В 1949 году Тёрни удалось бежать в Швецию. Он записался матросом в торговый флот. Когда его корабль находился в Мексиканском заливе, Тёрни прыгнул за борт и вплавь добрался до американского побережья.
В 1954 году Лаури Тёрни на основании закона Лоджа — Филибина, разрешавшего иностранцам проходить службу в вооружённых силах США, записался в Армию США и сменил своё имя на Ларри Торн (англ. Larry Thorne). В США ему компанию составила группа под названием «Люди Марттинена» — финские офицеры, перебравшиеся в США в послевоенные годы.
Торн продолжил службу в силах специального назначения — так называемых «зелёных беретах».

### Армия США
В 1958—1962 годах служил на территории ФРГ, в 1962 году участвовал в успешной операции по эвакуации секретных документов и оборудования с места падения американского военно-транспортного самолёта C-130 в Иране.

### Вьетнам и гибель
В 1963 году Ларри Торн был отправлен в Южный Вьетнам. За полгода боевых действий в дельте Меконга получил несколько ранений и был награждён Бронзовой звездой. В начале 1965 года, накануне начала полномасштабного вмешательства США во Вьетнамскую войну, он вернулся во Вьетнам. На этот раз он попал в подразделение MACV-SOG, предназначенное для проведения тайных разведывательных операций на «тропе Хо Ши Мина» в Лаосе и Камбодже.
18 октября 1965 года вертолёт CH-34 (кодовое обозначение — «Kingbee») из состава 219-й эскадрильи ВВС Южного Вьетнама, на борту которого находился капитан Торн, пропал без вести в 40 км юго-западнее Дананга. Как было установлено, машина потерпела катастрофу во время сильной грозы. Поисками пропавшего Торна занимались экипажи двух вертолётов CH-34, одним из которых руководил Чарльз «Слэтс» Перри (англ. Charles "Slats" Perry), другим — Джон Воутер (англ. John Voter). Спасатели обнаружили на месте крушения останки вьетнамского экипажа этого вертолёта, однако не нашли следов Ларри Торна. Координаты крушения вертолёта — 15°25′58″ с. ш. 107°47′44″ в. д..

### Поиск останков
По состоянию на 1989 год родственники Ларри Торна полагали, что он мог быть жив. Однако в 1999 году совместная поисковая группа, составленная из американцев и вьетнамцев, организовала очередные раскопки на месте крушения CH-34. Ими были обнаружены несколько фрагментов человеческих костей, разнообразное оборудование и шведский пистолет-пулемёт Carl Gustaf M/45. Потребовалось проведение ДНК-экспертизы, результаты которой были обнародованы 6 декабря 2002 года: найденные останки принадлежали именно Ларри Торну.
26 июня 2003 года останки Ларри Торна были торжественно захоронены на Арлингтонском национальном кладбище. Самому погибшему было посмертно присвоено звание майора.

## Память
- В книге Робина Мура «Зелёные береты[англ.]» упоминается один из персонажей — капитан Стив Корни (англ. Steve Kornie), также известный как Свен Корни (англ. Sven Kornie). Предполагается, что прототипом для этого героя стал именно Лаури Тёрни[17]. По мотивам книги был снят одноимённый фильм «Зелёные береты», в котором главную роль сыграл Джон Уэйн[13].
- Обломок вертолёта CH-34, на котором разбился Тёрни, стал экспонатом Музея шпионажа в Тампере, открытого в 1998 году[13].
- В 2004 году Лаури Тёрни занял 52-е место в списке 100 величайших финнов, составленном национальной радиовещательной компанией YLE по результатам голосования телезрителей[18].
- Песня «Soldier of 3 Armies» шведской пауэр-метал-группы Sabaton посвящена Лаури Тёрни.

## Комментарии
1. ↑  Под этим псевдонимом он проходил военную подготовку в Ваффен-СС и позже воевал в финских частях СС[2].
2. ↑  Эти имя и фамилию он использовал после того, как сбежал из британского лагеря для военнопленных[3].
3. ↑  Пользовался этим именем, когда перебрался в Венесуэлу и США[4].
4. ↑  Ныне Выборг, Ленинградская область, Россия.
5. ↑  Ныне посёлок Лосево Приозерского района Ленинградской области.
6. ↑  Ныне посёлок Сосново Приозерского района Ленинградской области.